# Мосієнко Володимир Сергійович
Мосієнко Володимир Сергійович (23 лютого 1934, Зіньків, Харківська область, УРСР, СРСР — 29 серпня 2017, Київ, Україна) — радянський і український медик і фармаколог-новатор, лікар-онколог. Доктор медичних наук (1973), професор (1989). Засновник та багаторічний очільник зіньківського земляцтва в Києві.

## Біографічні дані
У 1958 році закінчив Київський медичний інститут, в 1961-1964 роках працював районним хірургом.
В 1964—2016 роках працював в Інституті експериментальної патології, онкології і радіобіології імені Р. Є. Кавецького НАН України, закінчив аспірантуру цього вузу; молодший науковий співробітник (1970), старший науковий співробітник (1986). У 1987 році призначений на посаду провідного наукового співробітника цієї установи.

## Науковий доробок
Розробив концепцію ролі водно-структурних розчинів у виникненні злоякісних пухлин, запропонував оригінальний підхід до інтегративної терапії пухлинної хвороби. Під його керівництвом та за безпосередньої участі створений імуномодулятор Бластомуніл (бластен), який широко використовується в медичній практиці.
Обґрунтував патофізіологічні та біохімічні аспекти злоякісного росту пухлин. Один із основоположників застосування перфузійного методу в лікуванні онкологічно хворих.
Розробляв нетрадиційні методи лікування, був, зокрема, прибічником уринотерапії.

## Заслуги
2003 року обраний дійсним членом Міжнародної академії біоенерготехнології. Автор близько 200 наукових та науково-популярних публікацій, 5 монографій, 11 авторських свідоцтв і патентів. Підготував 7 кандидатів наук. Брав участь у створенні Фармакологічного комітету МОЗ України, багато років був його експертом, членом редакційних рад декількох наукових журналів, головою місцевкому інституту та членом центрального комітету профспілки НАНУ.
Останні півтора роки свого життя працював над книгою спогадів. Видання вийшло у світ у 2021 році накладом 100 примірників уже після смерті вченого.
Ветеран праці, учасник Другої світової війни.

## Вибрана бібліографія

Книги з дарчими написами Володимира Мосієнка, переданані у фонди Зіньківської центральної районної бібліотеки імені В. Г. Короленка автором

### Окремі видання
- Мосиенко, Владимир. Региональная перфузия в лечении злокачественных опухолей [Текст]: (Эксперим.-клинич. исследование): Автореферат дис. на соискание ученой степени доктора медицинских наук. (14.00.14) / АН УССР. Ин-т проблем онкологии. — Киев: [б. и.], 1973. — 34 с.(рос.)
- Сосновский, Леонид. Формально-логический поиск причин злокачественной трансформации клетки. Общие феномены [Текст] / Л. А. Сосновский, В. С. Мосиенко; Ин-т пробл. онкологии им. Р. Е. Кавецкого. — Киев: ИПМ, 1988. — 67 с.(рос.)
- Мосієнко, Володимир. Рак — неминучість чи вина ? / В. С. Мосієнко. — Київ: Здоров'я, 1990. — 75,[2] с.; 20 см — (Поради лікаря).; ISBN 5-311-00199-2
- Сосновский, Леонид. Уринотерапия: вчера, сегодня, завтра [Текст] / Л. А. Сосновский, В. С. Мосиенко. — Киев: Альтерпрес, 1996. — 383 с. : ил. — (Домашняя энциклопедия «Семейный очаг»). — ISBN 5-7707-4746-3. — ISBN 5-7707-9703-7(рос.)
- Мосиенко, Владимир. Рак: пути в незнаемое, разочарования и надежды [Текст] / В. С. Мосиенко. — К. : Школьный мир, 2009. — 352 с.: рис. — Библиогр.: с. 344—351. — ISBN 978-966-451-317-0(рос.)
- Мосиенко, Владимир. Интегральные подходы к лечению опухолевой болезни [Текст] / В. С. Мосиенко. Л. К. Куртсеитов. — К.: Школьный мир, 2010. — 448 с. ISBN 978-966-451-460-3(рос.)
- Мосієнко, Володимир. Серед пройдених шляхів у цьому світі — один і мій [Текст] / В. С. Мосієнко. — Київ: Видавничий дім «Перше вересня», 2021—304 с. ISBN 978-617-7512-75-1

### Наукові статті
- Мосиенко, В. С. Гипоксия здоровых тканей в организме с опухолью и возможности использования этого явления при терапии рака / В. С. Мосиенко, Л. А. Сосновкий // Биологическая терапия. — 1998. — № 3. — С. 10—13.(рос.)
- Драннік, Г. М. БЛАСТЕН — стимулятор продукції інтерлейкіну-1[en] у хворих на хронічний обструктивний бронхіт / Г. М. Драннік, В. С. Мосієнко, О. В. Свідро, Л. Я. Кушко // Галицький лікарський вісник. — 1998. — № 5 (3). С. 39-42.
- Мосієнко, В. С. БЛАСТЕН — новий вітчизняний імуномодулятор біологічного походження / В. С. Мосієнко, М. Д. Мосієнко, З. Д. Савцова та ін. // Журнал АМНУ. — 1999. — № 5. С. 79-85.
- Тарутинов, В. И. Выживаемось больных раком молочной железы при комплексном лечении с использованием природного иммуномодулятора из lactobacillus delbrueckii / В. И. Тарутиов, В. С. Мосиенко, И. В. Касьяненко // Украинский химиотерапевтический журнал. — 2001.- № 2.- С. 51-56.(рос.)
- Мосиенко, В. С. Влияние гликопептидной противоопухолевой вакцины на рост экспериментальных метастазирующих опухолей / В. С. Мосиенко, В. А. Шляховенко, Ю. В. Яниш и др. // Российский биотерапевтический журнал. — 2009. — № 3. — Том 8. — С. 15-19.(рос.)
- Мосієнко, В. С. Фізико-хімічні, фармако-токсикологічні та протипухлинні властивості феромагнітних наночастинок заліза (Експериментальні дослідження) / В. С. Мосієнко, Е. Ф. Кущевська, А. П. Бурлака та ін. // Онкология. — 2012. — № 14 (1). — С. 13-18.
- Мосієнко, В. С. Вплив феромагнітних наночастинок заліза та їх композитів на ріст і метастазування карциноми легені Льюїс та солідної карциноми Ерліха / В. С. Мосієнко, Н. Ф. Кущевська, В. О. Шляховенко та ін. // Клиническая онкология. — 2015. — № 2. — С. 55-59.
- Мосиенко, В. С. Подходы к разработке интегральной терапии для лечения, профилактики и реабилитации онкологических больных / В. С. Мосиенко, Л. К. Куртсеитов, С. А. Мисяк, А. Л. Гепко, А. В. Шевченко // Сучасні аспекти військової медицини. — 2015. — Вип. 22(1). — С. 199—205.(рос.)

### Публіцистичні статті
- Мосієнко, В. С. Лікарська терапія зазнає фіаско / В. С. Мосієнко // Дзеркало тижня. — 2000. — 13 жовтня.
- Мосієнко, В. С. Жити в резонансі з законами природи / В. С. Мосієнко // Дзеркало тижня. — 2002. — 6 вересня.
- Мосієнко, В. С. Чи буде в Україні реабілітаційний центр для онкохворих? // Дзеркало тижня. — 2016. — 12 листопада.